# Squadra mobile
 (juin 2021).
Si vous disposez d'ouvrages ou d'articles de référence ou si vous connaissez des sites web de qualité traitant du thème abordé ici, merci de compléter l'article en donnant les références utiles à sa vérifiabilité et en les liant à la section « Notes et références ».
Pour les articles homonymes, voir Brigade mobile.
La squadra mobile (brigade mobile) est un département de la police nationale italienne (polizia di Stato), représenté dans chaque préfecture de police (questura (it)) et à qui sont confiées des tâches de police judiciaire (it).
Elle a été instituée par le commissaire (commissario di pubblica sicurezza (it)) Mario Nardone (it) entre les années 1940 et les années 1950.

## Compétences
La squadra mobile conduit, de sa propre initiative ou sur demande du parquet (magistratura (it)), des enquêtes afin d'identifier les responsables des délits et de récolter les preuves. Comme il s'agit d'un service de police judiciaire, ses agents sont presque toujours en tenue civile et non en uniforme.
L'activité de la squadra mobile se limite aux investigations. Il s'agit donc uniquement de répression une fois qu'un délit est commis, les activités de prévention étant normalement à la charge d'autres bureaux de la préfecture de police, par exemple le bureau de prévention générale et de secours public (ufficio prevenzione generale e soccorso pubblico).

## Organisation
Chacune des 103 préfectures de police présentes dans les chefs-lieux des provinces italiennes dispose d'une brigade mobile. Selon leur taille, elles peuvent dépendre de la division de police anticriminelle (divisione di polizia anticrimine) ou, élevées au rang de division, dépendre directement de la préfecture de police. C'est le cas dans les grandes villes (Rome, Naples, Milan, Palerme, Bari, Bologne, Catane, Florence, Gênes, Reggio de Calabre et Turin) et elle est alors dirigée par un fonctionnaire de niveau cadre.
Chaque brigade mobile est organisée en sections. Il peut y avoir entre quatre et huit sections, chacune est spécialisée dans certaines catégories de délits. Par exemple, à Rome, la première section s'occupe de la criminalité organisée, la seconde de la criminalité étrangère et de la prostitution, la troisième des atteintes à la personne, la quatrième des mineurs et des crimes sexuels, la cinquième les atteintes à la propriété privée, la sixième le crime diffus, la septième les stupéfiants, et la dernière les atteintes à l'administration publique.